# Мышковичский сельсовет
Мы́шковичский сельсовет — административная единица на территории Кировского района Могилёвской области Белоруссии. Административный центр - город Кировск.

## История
13 марта 2013 года в состав Мышковичского сельсовета включены населённые пункты упразднённого Козуличского сельсовета - Столпище, Пацева Слобода, Подречье, Козуличи, Подкозуличье, Подлесье, Костричская Слободка, Лески, Красница, Колодино, Малиновка.

## Инфраструктура
На территории сельсовета расположен ОАО «Рассвет» имени К. П. Орловского, ИП «Сторбел».

## Состав
Включает 18 населённых пунктов:
- Букино — деревня
- Волосовичи — деревня
- Козуличи — деревня
- Колодино — деревня
- Костричская Слободка — деревня
- Красница — деревня
- Лески — деревня
- Малиновка — деревня
- Мышковичи — агрогородок
- Новое Столпище — деревня
- Пацева Слобода — деревня
- Подкозуличье — деревня
- Подлесье — деревня
- Подречье — деревня
- Староселье — деревня
- Столпище  — деревня
- Суянец — деревня
- Тейковичи — деревня

## Спорт
- Традиционный мемориал по велосипедному спорту Героя Советского Союза, Героя Социалистического Труда К. П. Орловского» проводится ежегодно на территории агрогородка Мышковичи

## Культура
- Музей СПК "Рассвет" имени К. П. Орловского в агрогородке Мышковичи (расположен в Мышковичском Доме культуры)
- Историко-мемориальный музей в ГУО «Мышковичская средняя школа» в агрогородке Мышковичи (расположен в здании школы, экспозиции посвящены К. П. Орловскому)